# Quando sarò bambino
Quando sarò bambino è un film del 2018 diretto da Edoardo Palma.

## Distribuzione
La pellicola è uscita nelle sale il 15 marzo 2018. La canzone Quando sarò bambino che fa da colonna sonora al film è di Vincenzo Capua.